# Mimudea explicalis
Mimudea explicalis là một loài bướm đêm trong họ Crambidae.